# Meetup
Meetup (o Meetup.com) è un servizio di rete sociale che ha lo scopo di facilitare l'incontro di gruppi di persone in varie località del mondo. Meetup consente ai membri di trovare e unirsi a gruppi creati attorno a un comune interesse, come la politica, i libri, i giochi ecc.
L'utente può inserire la località del proprio domicilio/residenza e l'argomento di proprio interesse per visualizzare i gruppi legati a quella località e argomento.
Fondamentale, per la formazione di questo social network, è stato l'attacco al World Trade Center di New York, l'11 settembre 2001. Il cofondatore Scott Heiferman ha dichiarato pubblicamente che il modo in cui la gente di New York si è riunita a seguito di tale evento traumatico lo ha ispirato a utilizzare Internet per rendere più facile per le persone connettersi con gli sconosciuti della loro comunità.
In Italia è diventato famoso dal 2005 quando è stato scelto dalle comunità simpatizzanti per Beppe Grillo presenti in tutte le città, molte delle quali sparse anche per il mondo.

## Principali caratteristiche
- Aver compiuto 18 anni (Iscrizione 2.1).
- Salvo che nei particolari termini "associativi" consentiti, è vietata la promozione commerciale, politica, ecc. (Uso della Piattaforma 5.3-a.e,b.v),
- È vietato divulgare informazioni personali di utenti che non ne abbiano dato consenso (Uso della Piattaforma 5.3-f).
- Come nei Forum, la responsabilità del potere giudiziario (dove è vietato anche solo minacciare azioni legali dall'esterno 4.2.c,d,g; 5.3.a:I,IV.b) appartiene a una sola autorità competente, obbligata a intervenire sempre quando le discussioni degenerano in dispute e nelle altre situazioni previste dalle condizioni d'uso accettate dagli utenti al momento dell'iscrizione (Ruolo di Organizer, Creatore e Coordinatore 7.3).[3]